# Islote de Cabrit (Guadalupe)
Îlet à Cabrit o bien el Islote de Cabrit, es una pequeña isla en el archipiélago deshabitado de Saintes, en las Antillas francesas.  Es administrativamente parte de la ciudad de Terre-de-Haut, en Guadalupe.
El islote de Cabrit se encuentra a un kilómetro al noroeste de la isla de Terre-de-Haut, cerrando parcialmente la Bahía des Saintes.  Ocupa una posición estratégica en la entrada del archipiélago. 
La isla es de aproximadamente 1,2 kilómetros de este a oeste y 750 m de norte a sur.  Su punto más alto alcanza los 85 m, donde se encuentra la fortaleza Josephine.